# 真光寺 (安曇野市)
真光寺 （しんこうじ）は長野県安曇野市にある曹洞宗の寺院。山号は興国山。

## 概要
寺伝では永禄年間に、仁科氏族の真々部尾張守によって上野国室田の長年寺の養室紹舜和尚を開山として、安曇郡真々部村（同市豊科高家）に創建した。仁科氏一門が武田氏に帰順すると、元亀元年（1570年）、武田信玄は領内の曹洞宗寺院の新法度を制定、同年9月29日に真光寺に対して「諸尊宿仰讃を致し、宗門興隆の品目の条々を披見、まことに禅法繁昌、又は末世の規矩、これに過ぐるべからず候。然る処に、檀那の権を借り、違背の人あらば、信玄においては、無二老和尚御同意せしめ、師檀共に分国より追放致すべく候。そのため一筆を呈し候。恐惶敬白。」という禁制を出している。
明治初期の廃仏毀釈を経て、同16年（1883年）に現在地に再興し、山号を住吉山から興国山に改めた。

## 交通アクセス
- JR大糸線一日市場駅から徒歩10分